# Trogon mexicanus
A Trogon mexicanus a madarak osztályába, a trogonalakúak (Trogoniformes) rendjébe és a trogonfélék (Trogonidae) családjába  tartozó faj.
Mivel Mexikóban fedezték fel a függetlenségi háború lezárása után néhány évvel és a hím színezete a mexikói zászlóhoz hasonlóan zöld–fehér–piros, ezért nevezik pájaro banderának, azaz zászlómadárnak vagy tres garantíasnak is, mely utóbbi az Iguala-tervben összefoglalt „három garanciát” (Mexikó függetlensége, az államvallás a katolikus, jogegyenlőség) védelmező Három Garancia Hadseregére utal, melynek zászlójában szintén ez a három szín szerepelt. Egyéb elnevezései: pabellón mexicano, illetve navatl nyelven tzinitzcan, quetzal michoacano.
A madár egyfajta „nemzeti madárrá” vált Mexikóban, szerepel a 2010-ben, a függetlenségi mozgalom születésének 200. évfordulóján kiadott emléknaptár 12 jellegzetes élőlénye között is.

## Rendszerezése
A fajt William Swainson angol ornitológus írta le 1827-ben.

## Alfajai
- Trogon mexicanus clarus Griscom, 1932
- Trogon mexicanus lutescens Griscom, 1932
- Trogon mexicanus mexicanus Swainson, 1827

## Előfordulása
Mexikó, Guatemala, Honduras, Nicaragua és Salvador területén honos, északi elterjedési határa Sonora és Chihuahua államok déli része. Természetes élőhelyei a szubtrópusi vagy trópusi lombhullató erdők, síkvidéki és hegyi esőerdők. Állandó, nem vonuló faj.

## Megjelenése
Testhossza 29-30 centiméter, tömege 69 gramm. A hím feje, háta és nyaka zöld, hasa piros, a két színt egy fehér „gallér” választja el egymástól. A nőstény feje és torka sötétbarna.
|  |

## Életmódja
Főként rovarokkal táplálkozik, de elfogyasztja a gyümölcsöket is.

## Szaporodása
Fészkét faodvakba vagy korhadt tuskókba rakja. Párzási időszaka áprilistól júniusig tart, egyszerre 2–3 tojást rak, melyeket 19 napig költ. A fiókák 15–16 napig maradnak a fészekben. Ebben az időszakban az erdők magasabb részeire húzódik, de a hidegebb, esős évszakokban az alacsonyabb részekben él.

## Természetvédelmi helyzete
Az elterjedési területe elég nagy, egyedszáma viszont csökkenő, de még nem éri el a kritikus szintet. A Természetvédelmi Világszövetség Vörös listáján nem fenyegetett fajként szerepel.